# Бербетешть (Горж)
Бербетешть, Бербетешті (рум. Bărbătești) — село у повіті Горж в Румунії. Адміністративний центр комуни Бербетешть.
Село розташоване на відстані 210 км на захід від Бухареста, 25 км на південний схід від Тиргу-Жіу, 65 км на північ від Крайови.

## Населення
За даними перепису населення 2002 року у селі проживали 583 особи, з них 582 особи (99,8%) румунів. Усі жителі села рідною мовою назвали румунську.